# Алмабаев, Асу Абайулы
Асу Абайулы Алмабаев (каз. Асу Абайұлы Алмабаев; род. 25 января 1994, село Жанаталап, Сарысуийского района, Жамбылской области Казахстан) — казахский боец смешанных боевых искусств выступающий под эгидой UFC в наилегчайшем весе. Занимает 9 строчку рейтинга наилегчайшего веса UFC. Бывший чемпион M-1 в наилегчайшем весе. Также известен по участию в турнирах бойцовских организаций Absolute Championship Akhmat, AMC Fight Nights Global, BRAVE Combat Federation, M-1 Global и др.

## Биография
Асу Алмабаев родился 25 января 1994 года в селе Жанаталап Сарысуского района Жамбылской области. По национальности — казах. Происходит из племени Ысты Старшего жуза.
C малых лет начал заниматься национальной борьбой — қазақша күрес. Когда Асу учился в пятом классе, его семья переехала в город Алматы, и там уже Асу стал заниматься другими видами спорта — боксом, каратэ, рукопашным боем и джиу-джитсу. Благодаря большому количеству занятий он понял, что его стихия — это бои без правил (ММА).
С момента переезда в Алматы десятилетний Асу работал на базаре «Алтын-Орда», где была небольшая точка его родителей. Асу проработал на рынке вплоть до 23 лет, затем он выбрал спорт и начал выступать профессионально.

### Прозвище
В начале карьеры у Асу было прозвище «Братан», которое ему шуточно придумал друг. Также Алмабаева называли «Торнадо». Позже Асу прочитал книгу, где ему понравилась история меча пророка Мухаммеда - Зульфикар (меч), которое боец решил позаимствовать и выступать дальше только под этим ником.

### Начало профессиональной карьеры
К 22-м годам Асу стал победителем международного гран-при «Alash Pride Selection» в легчайшем весе (61кг). 1 июня 2013 года Алмабаев дебютировал в Москве в профессиональных смешанных единоборствах на турнире Rod Fighting – Shield and Sword 4: Russia vs. Kazakhstan. Бой с россиянином Вадимом Бусеевым сложился для казахстанца не простым, но он победил единогласным решением судей.
В 2016 году казахстанец одержал досрочную победу на турнире «Южный Фронт-3», проходившем в Краснодаре. В категории до 57 килограммов Асу встречался с Олегом Эриком. Бой завершился уже в первом раунде.
Через месяц случился еще один захватывающий бой. Теперь против казахстанца в Уфе вышел Галамирза Айвазов, для которого это был дебютный поединок в профессиональной карьере. Алмабаев спокойно встречал атаки соперника и не забывал при этом отвечать. Когда до конца первого раунда оставалось больше минуты, Айвазов бросился в ноги сопернику и сумел перевести того на землю. Однако пока россиянин пытался принять наиболее выгодное положение, Алмабаев поймал его на болевой и быстро завершил поединок на отметке 3 минуты 41 секунда первого раунда.
Благодаря этим поединкам об Асу Алмабаеве заговорили как о перспективном бойце. Вскоре российская организация Fight Nights предложила спортсмену сотрудничество. Это открыло казахстанцу новые возможности в мире смешанных единоборств.
В 2017 году боец окончательно уходит с работы на базаре и сосредотачивается исключительно на тренировках. В декабре 2018-го Асу начал выступать в лиге М-1 и бился в одном карде с Шавкатом Рахмоновым и Хадисом Ибрагимовым.
В 2019 году на турнире M-1 Challenge 105 Алмабаев победил канадца Криса Келэйдеса и стал временным чемпионом в наилегчайшем весе.
В 2020 году Асу Алмабаев завоевал пояс NFC в наилегчайшем весе против другого казахстанца Дархана Скакова на турнире Naiza Fighter Championship 27 в Алматы. Алмабаев одержал победу удушающим приемом со спины.

### Карьера в Brave CF
В 2021 Алмабаев подписал контракт с крупнейшим промоушеном ММА на Ближнем Востоке BRAVE Combat Federation. За 15 месяцев Асу выиграл четыре поединка в Brave CF и оформил лучший сабмишен. В 2022 году казахстанца признали бойцом года в Brave CF. Вскоре спортсмену предложили титульный бой и новый контракт, но Асу не согласился, так как впереди замаячила более интересная перспектива – выступить в UFC.

### Карьера в UFC
В апреле 2023 года Асу Алмабаев официально подписал контракт с UFC . Первым соперником казахстанца в лучшем промоушене мира стал боец ямайского происхождения Оди Осборн. Соперники провели бой на турнире UFC on ESPN 50 5-го августа 2023-го года. Этот поединок открывал кард бойцовского вечера в Нэшвилле. Уже на исходе первой минуты раунда казахстанец продемонстрировал отличный правый оверхенд (бокс), а позднее провел и успешный тейкдаун, где стал активно работать в гарде. В концовке пятиминутки «Зульфикар» вышел на удушающий прием, но довести дело до конца Алмабаеву помешал гонг.
Второй раунд Асу начал с точного хай-кика справа и превосходил оппонента в стойке. Напор казахстанца дал свои плоды и он вновь перевел противника на настил, где забрал спину ямайца и вышел на удушение. На исходе третьей минуты Осборн был вынужден капитулировать под натиском Алмабаева.
По итогам турнира бонусы $50 000 за лучшее выступление вечера получили пять бойцов. Среди них оказался и Асу Алмабаев.

## Титулы и достижения
- Джиу-джитсу
  -   Чемпион мира по джиу-джитсу
  -  Золотой призер Чемпионата Азии по Combat Jiu-Jitsu
  -  Чемпион Казахстана по Combat Jiu-Jitsu
- Alash Pride Selection
  - Обладатель международного Гран-при в легчайшем весе (2017 год)
- M-1 Global
  -  Временный чемпион в наилегчайшем весе (2019 год)
- Naiza Fighter Championship (NFC)
  -  чемпион NFC в наилегчайшем весе (2020 год)
- BRAVE Combat Federation
  - Лучший сабмишен года (2021 год)
  - Лучший боец года (2022 год)
- Ultimate Fighting Championship
  - Бонус за «За лучшее выступление вечера» на UFC on ESPN 50 против Оди Осборна (2023)

## Статистика в профессиональном ММА
| Боёв 25  | Побед 22 | Поражений 3 |
| -------- | -------- | ----------- |
| Нокаутом | 3        | 2           |
| Сдачей   | 9        | 0           |
| Решением | 10       | 1           |

| Результат  | Рекорд | Соперник             | Способ                                 | Турнир                                                     | Дата            | Раунд | Время | Место                             | Примечание                                              |
| ---------- | ------ | -------------------- | -------------------------------------- | ---------------------------------------------------------- | --------------- | ----- | ----- | --------------------------------- | ------------------------------------------------------- |
| Победа     | 22-3   | Хосе Очоа            | Единогласное решение                   | UFC on ABC: Уиттакер vs. Де Риддер                         | 26 июля 2025    | 3     | 5:00  | Абу-Даби, ОАЭ                     |                                                         |
| Поражение  | 21-3   | Манел Капе           | TKO (удары)                            | UFC Fight Night: Капе vs. Алмабаев                         | 1 марта 2025    | 3     | 2:16  | Лас-Вегас, Невада, США            |                                                         |
| Победа     | 21-2   | Матеус Николау       | Единогласное решение                   | UFC Fight Night: Эрнандес vs. Перейра                      | 19 октября 2024 | 3     | 5:00  | Лас Вегас, Невада, США            |                                                         |
| Победа     | 20-2   | Хосе Джонсон         | Единогласное решение                   | UFC on ESPN: Перес vs. Таира                               | 15 июня 2024    | 3     | 5:00  | Энтерпрайз, Невада, США           |                                                         |
| Победа     | 19-2   | Си-Джей Вейгара      | Единогласное решение                   | UFC 299                                                    | 9 марта 2024    | 3     | 5:00  | Майами, Флорида, США              |                                                         |
| Победа     | 18-2   | Оде Осборн           | Сабмишном (удушение сзади)             | UFC on ESPN 50                                             | 5 августа 2023  | 2     | 3:11  | Нэшвилл, США                      | Дебют в UFC. Выступление вечера.                        |
| Победа     | 17-2   | Кенет Манингат       | Сабмишном (удушение сзади)             | Brave CF 66 — Brave Combat Federation 66                   | 26 ноября 2022  | 2     | 3:30  | Бали, Индонезия                   |                                                         |
| Победа     | 16-2   | Зак Маковски         | Раздельное решение                     | Brave CF 60 — Brave Combat Federation 60                   | 30 июля 2022    | 3     | 5:00  | Бахрейн                           |                                                         |
| Победа     | 15-2   | Имран Магарамов      | Единогласное решение                   | Brave CF 57 — Brave Combat Federation 57                   | 11 марта 2022   | 3     | 5:00  | Бахрейн                           |                                                         |
| Победа     | 14-2   | Кайк Аленкар         | Нокаутом (удар)                        | NFC 36 — Naiza Fighter Championship 36                     | 29 декабря 2021 | 3     | 0:27  | Алматы, Казахстан                 |                                                         |
| Победа     | 13-2   | Александр Доскальчук | Сабмишном (удушение сзади)             | Brave CF 53 — Brave Combat Federation 53                   | 21 августа 2021 | 2     | 3:47  | Алматы, Казахстан                 |                                                         |
| Победа     | 12-2   | Дархан Скаков        | Сабмишном (удушение сзади)             | NFC 27 — Naiza Fighter Championship 27                     | 25 декабря 2020 | 1     | 3:29  | Алматы, Казахстан                 | Завоевал титул чемпиона NFC в наилегчайшем (до 56 кг)   |
| Победа     | 11-2   | Крис Келэйдс         | Единогласное решение                   | M-1 Challenge 105: Реттингхауз — Морозов                   | 19 октября 2019 | 5     | 5:00  | Астана, Казахстан                 | Стал временным чемпионом M-1 Global в наилегчайшем весе |
| Победа     | 10-2   | Пьер Люде            | Сабмишном (удушение гильотиной)        | M-1 Challenge 101: Приказа — Рахмонов                      | 30 марта 2019   | 2     | 1:50  | Алматы, Казахстан                 |                                                         |
| Победа     | 9-2    | Кирилл Фоменков      | Сабмишном (удушение сзади)             | M-1 Challenge Battle in Atyrau                             | 15 декабря 2018 | 2     | 3:51  | Атырау, Казахстан                 |                                                         |
| Победа     | 8-2    | Сауд Карагишов       | Техническим нокаутом (удары)           | FNG Fight Nights Global 88                                 | 31 августа 2018 | 2     | 4:09  | Астана, Казахстан                 |                                                         |
| Победа     | 7-2    | Шамиль Ахмаев        | Единогласное решение                   | BYE 4 2018 Berkut Young Eagles Grand Prix: Opening Round 4 | 29 апреля 2018  | 3     | 5:00  | Толстой-Юрт, Чеченская Республика |                                                         |
| Победа     | 6-2    | Кенан Джафарли       | Единогласное решение                   | Alash Pride FC                                             | 30 декабря 2017 | 2     | 5:00  | Алматы, Казахстан                 |                                                         |
| Победа     | 5-2    | Ибрагим Мамаев       | Сабмишном (перуанский галстук)         | ACB 69 Young Eagles 22                                     | 9 сентября 2017 | 2     | 2:08  | Алматы, Казахстан                 |                                                         |
| Поражение  | 4-2    | Мехман Мамедов       | Решением (раздельным)                  | Alash Pride FC: Alash Aibary                               | 1 апреля 2017   | 3     | 5:00  | Алматы, Казахстан                 |                                                         |
| Поражение  | 4-1    | Тагир Уланбеков      | Техническим нокаутом (сдача от ударов) | EFN — Fight Nights Global 58                               | 28 января 2017  | 3     | 4:51  | Махачкала, Дагестан               |                                                         |
| Победа     | 4-0    | Галамирза Айвазов    | Сабмишном (рычаг локтя)                | EFN — Fight Nights Global 45                               | 22 апреля 2016  | 1     | 3:41  | Уфа, Россия                       |                                                         |
| Победа     | 3-0    | Олег Эрик            | Сабмишном (удушение сзади)             | Tech-Krep FC — Southern Front 3                            | 3 марта 2016    | 1     | 4:04  | Краснодар, Россия                 |                                                         |
| Победа     | 2-0    | Елдос Калиев         | Техническим нокаутом                   | Alash Pride Selection 13                                   | 14 февраля 2016 | 1     | 4:31  | Алматы, Казахстан                 |                                                         |
| Победа     | 1-0    | Вадим Бусеев         | Единогласным решением                  | Rod Fighting — Shield and Sword 4: Russia vs. Kazakhstan   | 1 июня 2013     | 3     | 5:00  | Москва, Россия                    |                                                         |
| Источники: |        |                      |                                        |                                                            |                 |       |       |                                   |                                                         |